# 萬東山瀑布
萬東山瀑布位於南投縣信義鄉萬大南溪左岸支流、火山（萬東山西峰）東方約2.2公里溪谷。瀑布標高約海拔2550公尺至2380公尺，為多階連鎖瀑布，總落差約170公尺。臺灣已故知名空拍攝影師齊柏林曾攝有此瀑布的影像紀錄。

## 解
1. ↑  根據《臺灣通用電子地圖【NLSC】》、《農航所（正射影像圖）》對照。